# گودال و آستانه فرسایش
گودال و آستانه فرسایش از پدیده‌های مکانیکی-متالورژیکی به‌وجود آمده بر روی قلم‌های برشی در هنگام فلز تراشی می‌باشند. کارکرد بهینه قلم یکی از ملاحظات اقتصادی در فلز تراشی است. در فرایندهای معمول فلز تراشی پارامترهای مختلف چنان اختیار می‌شوند که قلم کارکردی اقتصادی داشته باشد. شرایط تراشی که به کوتاه شدن عمر قلم بینجامد، غیر اقتصادی است زیرا هزینه‌های سنگ زدن و تعویض قلم بسیار زیاد است. از سوی دیگر انتخاب سرعت‌های تراش و آهنگ‌های پیشروی بسیار کم به منظور افزایش کارایی قلم نیز غیر اقتصادی است زیرا آهنگ تولید را کاهش می‌دهد. کارایی مناسب هر قلم ممکن است به شیوه‌ها مختلفی به پایان برسد، اما این شیوه‌ها را می‌توان به دو دسته اصلی تقسیم کرد: ۱. فرسایش تدریجی نواحی خاصی از سطوح براده و آزاد قلم؛ ۲. ضایعات نابهنگام مانند شکستن قلم و غیره.

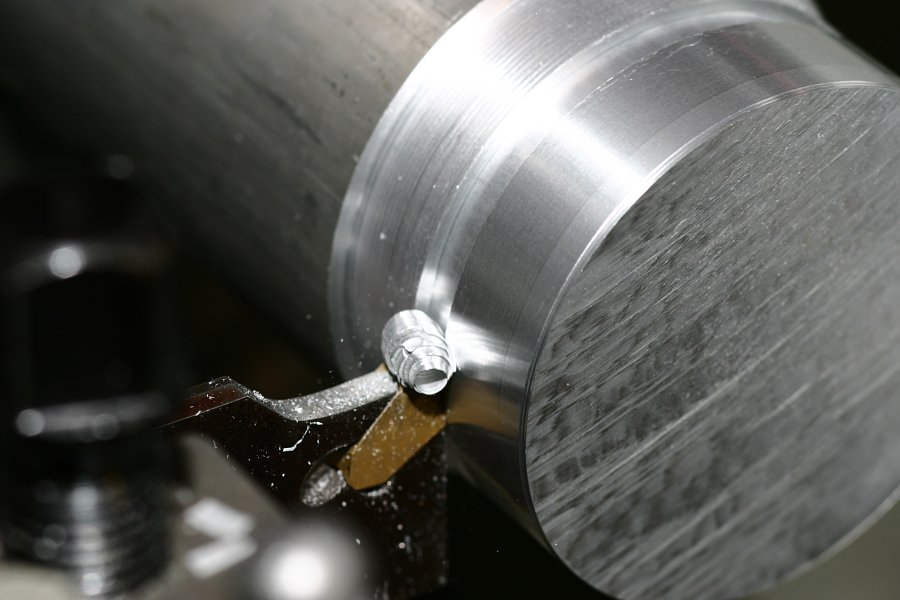

## مکانیزم فرسایش تدریجی

شماتیک تشکیل لبه انباشته از صفحه لبه انباشته

ماهیت بنیادی مکانیزم سایش در شرایط مختلف بسیار متفاوت است. عوامل اصلی فرسایش در فلز تراشی از این قرارند: چسبندگی، ساییدگی و سایش نفوذی یا پخشی.
در سایش ناشی از چسبندگی، سایش در نتیجه شکستن ناهمواری‌های جوش خورده بین دو فلز رخ می‌دهد. در فلز تراشی در نتیجه وجود اصطکاک بین براده و قلم جوش خوردگی ایجاد می‌شود. هنگامی که این جوش خوردگی‌ها شکسته می‌شوند، تکه‌های کوچکی از قلم کنده می‌شود و به سطح زیرین براده یا سطح جدید قطعه کار که ماشین‌کاری شده‌است می‌چسبد. شرایط حاکم بر فلزتراشی به دلیل سیکل اصطکاکی و حرارتی ایجاد شده برای سایش ناشی چسبندگی بسیار مساعد است، زیرا همواره سطوح جدیدی از قطعه‌کار که به قشرهای اکسیدی آلوده نیستند تولید می‌شوند و وجود این سطوح تازه به جوش خوردن ناهمواری‌ها کمک می‌کند.
در سایش ناشی از ساییدگی، عمل سایش با برداشت مکانیکی ماده از سطح جلو قلم به وسیله ذره‌های سخت موجود در ساختار فلز پایه انجام می‌شود. این ذره‌های سخت ممکن است از لبه انباشته ناپایدار (Built up edge)، از قلم یا از نقاط سخت موجود در قطعه‌کار کنده شود.
پخش در حالت جامد هنگامی انجام می‌شود که اتم‌های یک ساختار بلوری فلزی از ناحیه‌ای با غلظت اتمی زیاد به ناحیه‌ای با غلظت اتمی اندک حرکت کنند. این فرایند وابسته به دما است و با افزایش دما آهنگ پخش به‌طور نمایی افزایش می‌یابد. درفلز تراشی به سبب تماس نزدیک بین قطعه‌کار و قلم، و بالا بودن دما، احتمال پخش و انتقال اتم‌ها از قلم به قطعه‌کار وجود دارد. این فرایند که در منطقه بسیار باریکی در فصل مشترک دو ماده رخ می‌دهد و سبب تضعیف ساختار سطح قلم می‌شود سایش پخشی نام دارد.
فرسایش تدریجی قلم به دو صورت مشخص رخ می‌دهد: ۱. سایش در سطح جلوی قلم (سطح براده) که در نتیجه حرکت براده صورت می‌گیرد و به شکل گودال دیده می‌شود و به آن گودال فرسایش می‌گویند. ۲. سایش در سطح آزاد و نزدیک لبه قلم که در نتیجه مالش سطح تازه تراشیده شده قطعه کار صورت می‌گیرد و به آن آستانه فرسایش می‌گویند.

## گودال فرسایش
شکل و اندازه گودال فرسایش که به سبب سایش براده در سطح جلو قلم ایجاد می‌شود، با شکل براده در سطح زیرین آن و طول ناحیه تماس مشخص و محدود می‌شود. به علاوه در ناحیه نزدیک به لبه قلم، جایی که اصطکاک چسبنده یا لبه انباشته به‌وجود می‌آید، سایش ناچیز است. در فلز تراشی حداکثر دمای قلم در فاصله‌ای از لبه و بر روی سطح جلو قلم ایجاد می‌شود و در سرعت‌های تراش زیاد مقدار آن به آسانی به حدود ۱۰۰۰ درجه سانتیگراد می‌رسد. قلم‌های تندبر، به سبب نرم شدن در این دما به سرعت ساییده می‌شوند. در مورد قلم‌های الماسه هم باید گفت که گرچه این نوع قلم‌ها سختی خود را در این دما حفظ می‌کنند، پخش رخ می‌دهد و سبب سایش سریع آن‌ها می‌شود.
در آزمایش‌های تجربی، حداکثر عمق گودال در سطح جلو قلم، معیاری از سایش قلم به‌شمار می‌رود و با استفاده از ابزارهای سنجش سطح می‌توان آن را اندازه‌گیری کرد. عامل تعیین‌کننده در بهره‌وری مؤثر قلم در سرعت‌های تراش بالا، سایش در سطح جلوی قلم است: وقتی عمق گودال فرسایش به حدی برسد که پشت لبه قلم نازک شود، دیر یا زود قلم خواهد شکست. در اندازه‌گیری معیاری، عمق گودال در عمیق‌ترین نقطه اندازه‌گیری می‌شود. در تراش تحت شرایط اقتصادی بهینه، عامل تعیین‌کننده دیگر لزوماً عمق گودال نیست، بلکه معمولاً فرسایش در سطح آزاد قلم مورد توجه خواهد بود.

## آستانه فرسایش
در سطح آزاد قلم به سبب اصطکاک بین سطح تازه تراشیده شده قطعه‌کار و ناحیه تماس با سطح آزاد سایش رخ می‌دهد. حرارت در این ناحیه افزایش یافته و متناسب با زمان کارکرد و ترکیب شیمیایی جنس قلم تغییرات متالورژی در ناحیه متأثر از حرارت رخ می‌دهد. به دلیل صلب بودن قطعه‌کار، ناحیه سایش یافته که آن را آستانه فرسایش می‌نامند، معمولاً به منزله معیاری برای تعیین مقدار سایش در نظر گرفته می‌شود و با میکروسکوپ‌های متداول در آزمایشگاه‌های اندازه‌گیری مانند میکروسکوپ‌های نوری یا الکترونی روبشی مورد بررسی و تحلیل قرار می‌گیرد. سایش در سطح آزاد قلم به‌طور یکسان رخ نمی‌دهد و در دو انتهای لبه بیشتر است. وجود شرایط سخت‌تر در گوشه‌های قلم، به سبب پیچیدگی‌های جربان براده، سبب سایش بیشتر آن نواحی می‌شود. توجه به این نکته حائز اهمیت است که می‌بایست قلم قبل از رسیدن به شرایط بحرانی از منظر آستانه فرسایش سنگ زده شود، در غیر این صورت شکستن سریع قلم حتمی است. برای قلم‌های تندبر و سرامیکی بنا به توسعه سازمان بین‌المللی استانداردسازی، مقدار بحرانی پهنای آستانه فرسایش در صورت سایش منظم ۰٫۳ میلیمتر و در صورت سایش نامنظم، خراشیدگی، پریدگی، یا وجود شیار در منطقه بروز پهنای فرسایش در سطح آزاد قلم، ۰٫۶ میلیمتر است.
توجه به این نکته حائز اهمیت است که با در نظر گرفتن و توجه به ملاحظات متالورژیکی فرایند می‌توان بهره‌وری قلم را افزایش داد. به‌طور کلی می‌توان این نکته را نیز افزود که فلزات خالص تمایل دارند به سطوح کاری قلم بچسبند و در نتیجه اصطکاک و آهنگ سایش قلم را افزایش دهند؛ مثلاً نیروهای فرایند و آهنگ فرسایش در هنگام ماشینکاری آهن خالص تقریباً برابر همان مقادیری است که در ماشینکاری فولادهای آلیاژی چقرمه مشاهده می‌شود. افزودن دلخواه گوگرد، سرب یا تلور به فلزات غیرآهنی و فولاد سبب آسان تراش شدن آن‌ها و در نتیجه افزایش آهنگ تولید و صافی سطح ماشینکاری شده می‌شود. ظاهراً با افزودن این عناصر تماس فلز با فلز بین قلم و قطعه‌کار، و در نتیجه اصطکاک، کاهش می‌یابد و از آهنگ سایش قلم کاسته می‌شود. در دمای محیط این عنصرها تأثیر چندانی بر خواص مکانیکی فلزات نمی‌گذارند، اما تأثیر آن‌ها در دماهای بالا می‌تواند شدید باشد. اگر چه این امر سبب ایجاد محدودیت‌هایی در مصرف این فلزات می‌شود، تقاضا برای این فلزات، که به فلزات آسان‌تراش معروفند و کاربردهای فراوان دارند، بسیار زیاد است. ماشینکاری فلزاتی که باید در دماهای بالا کار کنند، مانند فلزات بکار رفته در ساخت توربین‌ها، مشکلات خاص خود را دارد. افزودن مواد تسهیل‌کننده ماشین‌کاری، در این مورد امکان‌پذیر نیست؛ بنابراین بر عهده مهندسان و متخصصان متالورژی و مکانیک شاغل در حوزه ساخت و تولید است که مسائل مربوط به ماشینکاری مربوط به این فلزات را حل کنند. بعضی از این مسائل چنان پیچیده‌اند که استفاده از روش‌های دیگر براده‌برداری، مانند ماشین‌کاری الکتروشیمیایی را اقتصادی جلوه می‌دهند.